# Đối thực
Đối thực (chữ Hán: 對食) nguyên là một cụm từ mô tả hành vi đồng tính giả giữa cung nữ trong cung đình Trung Quốc, sau trở thành một cụm từ mặc định cho hành vi quan hệ "vợ chồng" giữa cung nữ và thái giám.

## Khái lược
Cụm từ "Đối thực" được ghi lại sớm nhất trong Hán thư, liệt truyện về Hiếu Thành Hoàng hậu Triệu Phi Yến, có đoạn:「"Quan tì Tào Hiểu, Đạo Phòng, Trương Khí, cố Triệu Chiêu nghi ngự giả vu Khách Tử, Vương thiên, Tang Kiêm đẳng, giai viết Cung tức Hiểu tử nữ, tiền chúc Trung cung, vi Học sự sử, thông 《Thi》, thụ Hoàng hậu. Phòng dữ Cung đối thực"; 官婢曹曉、道房、張棄，故趙昭儀御者於客子、王偏、臧兼等，皆曰宮即曉子女，前屬中宮，為學事史，通《詩》，授皇后。房與宮對食。」.
Học giả Ứng Thiệu (應劭) ghi chú giải thích: "Cung nhân tự sống chung gọi là Đối thực", có thể thấy "Đối thực" ban đầu chính là hành vi quan hệ đồng tính nữ, hoặc một hiện tượng được gọi là đồng tính giả. Đây là bởi vì cung nữ trong cung không được ra ngoài (giống như trong trại giam), họ không tìm được nam giới để yêu đương, nên thúc đẩy một số cung nữ có quan hệ đồng tính với nhau. Hoàng hậu đầu tiên của Hán Vũ Đế là Trần Hoàng hậu được ghi lại cùng với đàn bà có trò 「"Mị đạo"; 媚道」, thường được cho là khơi nguồn của "Đối thực", như cuốn sách Vạn Lịch dã hoạch biên (萬曆野獲編) thời nhà Minh có nói:
| “                                              | 武帝時，陳皇后寵衰，使女巫著男子衣冠帳帶，與後寢居，相愛若夫婦。上聞窮治，謂女而男淫，廢後處長門宮。此猶妖盅也。 Thời Vũ Đế, Trần Hoàng hậu suy sủng, sai Nữ vu mặc nam phục, cùng Hậu ở cùng một chỗ, tương thân tương ái như vợ chồng. Sau Hoàng thượng bắt giác trị diệt, nói phụ nữ cùng nhau hệt như nam dâm loạn phát. | ” |
| — Phần "Đối thực" trong Vạn Lịch dã hoạch biên | |   |

Về sau, "Đối thực" ngày càng phổ biến để gọi thái giám và cung nữ kết giao, còn gọi Thải hộ (菜戶). Thời nhà Minh, tình trạng đối thực rất nhiều do số lượng thái giám và cung nữ trong cung rất nhiều, tương truyền Ngụy Trung Hiền cùng Nhũ mẫu của Minh Hi Tông Chu Do Hiệu là Khách phu nhân tiến hành "Đối thực" qua. Tuy nhiên, pháp độ nhà Minh cấp thái giám nạp thiếp ở bên ngoài, chủ yếu vì phòng ngừa ngoại thần can thiệp cung đình sự vụ. Sang thời nhà Thanh, triều đình Ái Tân Giác La cấm tiệt hành vi "Đối thực", không chỉ giảm số lượng thái giám, cung nữ được quy định quá 25 tuổi xuất cung, còn vì cung nữ triều Thanh đều là Bao y đàng hoàng, trong khi thái giám đều là dân thường, khoảng cách địa vị quá lớn.